# DANZEN! ふたりはプリキュア
- プリキュアシリーズ
  - ふたりはプリキュア / ふたりはプリキュア Max Heart > DANZEN! ふたりはプリキュア
  - ふたりはプリキュア > 映画 HUGっと!プリキュア♡ふたりはプリキュア オールスターズメモリーズ > DANZEN! ふたりはプリキュア〜唯一無二の光たち〜
  - HUGっと!プリキュア > 映画 HUGっと!プリキュア♡ふたりはプリキュア オールスターズメモリーズ > DANZEN! ふたりはプリキュア〜唯一無二の光たち〜
  - プリキュアオールスターズ > 映画 HUGっと!プリキュア♡ふたりはプリキュア オールスターズメモリーズ > DANZEN! ふたりはプリキュア〜唯一無二の光たち〜

DANZEN! ふたりはプリキュア（ダンゼン ふたりはプリキュア）は、五條真由美による楽曲。東映アニメーション製作のテレビアニメ『ふたりはプリキュア』『ふたりはプリキュアMax Heart』主題歌。

## 概要
2004年に放送開始したアニメ『ふたりはプリキュア』のオープニングテーマ。この曲は第9回アニメーション神戸賞主題歌賞（ラジオ関西賞）を受賞している
。キャラクターや世界観をストレートに打ち出した軽快なナンバーで、五條真由美のはつらつとした歌声が健全な女子向け番組のイメージを演出した楽曲となっている。
翌2005年の続編『ふたりはプリキュアMax Heart』ではロック調が強調したアレンジがなされ、コーラスの歌詞に変更が加えられた『Ver. Max Heart』として歌われている。
また、2018年10月公開の『映画 HUGっと!プリキュア♡ふたりはプリキュア オールスターズメモリーズ』の主題歌として、歌詞を一部変更し、シリーズでは劇伴作曲や挿入歌作編曲を多数手がけている高木洋が新たにアレンジしなおした「DANZEN! ふたりはプリキュア〜唯一無二の光たち〜」が制作されている。ダンスの振り付けは振付稼業air:manが担当。
また、音楽ゲーム太鼓の達人にも「DANZEN! ふたりはプリキュア」、「ゲッチュウ!らぶらぶぅ?!」が収録されている。

## シングル
いずれも発売元はマーベラス（旧マーベラスエンターテイメント→マーベラスAQL）だが、販売委託先の変更などによって再発売が行われている。

### DANZEN!ふたりはプリキュア
2004年3月24日に最初の版が発売された。この時はバップが販売委託先だったが、その後ジェネオンエンタテインメントに委託先が変更され、これに併せる形で同年9月24日に販売元を変えて再発売された。
その後プリキュアシリーズを含めたマーベラスエンターテイメントのCDは長らくジェネオンが販売委託先となっていたが、2011年2月に委託先がソニー・ミュージックディストリビューションに変更となり、これに併せて2011年5月11日に再々販された。2011年現在、プリキュアシリーズの主題歌シングルで販売元の変更で3種発売されているのはこれが唯一となる。この再々販版ではオープニング・エンディングのノンテロップムービーを収録したDVD付属版も発売される。

#### 収録楽曲
バップ/ジェネオン版
1. DANZEN! ふたりはプリキュア
作詞：青木久美子、作曲：小杉保夫、編曲：佐藤直紀、歌：五條真由美
テレビアニメ『ふたりはプリキュア』オープニングテーマ
2. ゲッチュウ!らぶらぶぅ?!
作詞：青木久美子、作曲・編曲：佐藤直紀、歌：五條真由美
テレビアニメ『ふたりはプリキュア』エンディングテーマ
ABCラジオ『吉田仁美のプリキュアラジオ キュアキュア♡プリティ』2015年3月エンディングテーマ
シリーズ中唯一全話を通してエンディングで使われた曲（『Max Heart』以降は前期・後期で変更されている）[注 1]。
3. DANZEN! ふたりはプリキュア（インストゥルメンタル）
4. ゲッチュウ! らぶらぶぅ?!（インストゥルメンタル）

ソニー・ミュージック版
1. DANZEN! ふたりはプリキュア
2. ゲッチュウ!らぶらぶぅ?!

ソニー・ミュージック版付属DVD
1. DANZEN! ふたりはプリキュア（オープニング・ノンテロップムービー）
2. ゲッチュウ!らぶらぶぅ?!（前期エンディング・ノンテロップムービー）
3. ゲッチュウ!らぶらぶぅ?!（後期エンディング・ノンテロップムービー）

### DANZEN!ふたりはプリキュア (Ver. Max Heart)
2005年2月25日に発売。2011年5月11日にソニー・ミュージック版が発売された。英語部分は「バージョンマックスハート」と読む。
ソニー・ミュージック版にはジェネオン版では別シングルとして発売された『ワンダー☆ウインター☆ヤッター!!』も同時に収録されている。またこちらでもオープニング・エンディングのノンテロップムービーを収録したDVD付属版も発売される。
この「Ver. Max Heart」については以後の『プリキュアオールスターズ』の映画シリーズでも挿入歌として用いられているほか、メドレーアレンジされた楽曲の中でも使われている。

#### 収録楽曲（Ver. Max Heart）
ジェネオン版
1. DANZEN! ふたりはプリキュア（Ver. Max Heart）
作詞：青木久美子、作曲：小杉保夫、編曲：佐藤直紀、歌：五條真由美
テレビアニメ『ふたりはプリキュア Max Heart』オープニングテーマ
2. ムリムリ?! ありあり!! INじゃぁな〜い?!
作詞：青木久美子、作曲・編曲：佐藤直紀、歌：五條真由美、ヤング・フレッシュ
テレビアニメ『ふたりはプリキュア Max Heart』前期エンディングテーマ
3. DANZEN! ふたりはプリキュア（ver.Max Heart、オリジナルカラオケ）
4. ムリムリ?! ありあり!! INじゃぁな〜い?!（オリジナルカラオケ）

ソニー・ミュージック版
1. DANZEN! ふたりはプリキュア（Ver. Max Heart）
2. ムリムリ?! ありあり!! INじゃぁな〜い?!
3. ワンダー☆ウインター☆ヤッター!!
作詞：青木久美子、作曲：間瀬公司、編曲：佐藤直紀、歌：五條真由美
テレビアニメ『ふたりはプリキュア Max Heart』後期エンディングテーマ
この曲より以降のシリーズではエンディングが前後期2曲作られるようになる。

ソニー・ミュージック版付属DVD
1. DANZEN! ふたりはプリキュア (Ver. Max Heart)（オープニング・ノンテロップムービー）
2. ムリムリ?! ありあり!! INじゃぁな〜い?!（前期エンディング・ノンテロップムービー）
3. ワンダー☆ウインター☆ヤッター!!（後期エンディング・ノンテロップムービー）

### DANZEN!ふたりはプリキュア〜唯一無二の光たち〜
2018年10月公開の『映画 HUGっと!プリキュア♡ふたりはプリキュア オールスターズメモリーズ』で使用される新バージョンを収録したCD。カップリング曲として、五條と宮本佳那子の2人による挿入歌「リワインドメモリー」を収録している。前2作同様に映画主題歌ノンテロップ映像を収録したDVDが同梱された初回生産限定盤も発売される。

#### 収録楽曲（唯一無二の光たち）
1. DANZEN! ふたりはプリキュア〜唯一無二の光たち〜
作詞：青木久美子、作曲：小杉保夫、編曲：高木洋、歌：五條真由美、コーラス：うちやえゆか・宮本佳那子
東映系アニメ映画『映画 HUGっと!プリキュア♡ふたりはプリキュア オールスターズメモリーズ』エンディングテーマ
2. リワインドメモリー
作詞：咲岡里奈、作曲・編曲：三好啓太、歌：五條真由美・宮本佳那子
東映系アニメ映画『映画 HUGっと!プリキュア♡ふたりはプリキュア オールスターズメモリーズ』挿入歌
3. DANZEN! ふたりはプリキュア〜唯一無二の光たち〜（メロディ・カラオケ）
4. リワインドメモリー（メロディ・カラオケ）

#### DVD（CD+DVD盤のみ同梱）
1. DANZEN! ふたりはプリキュア〜唯一無二の光たち〜（『HUGっと!プリキュア』第22話エンディングノンテロップバージョン）